# بخش هولتسفرد
بخش هولتسفرد (به سوئدی: Hultsfreds kommun) یک ناحیه شهری در سوئد است که در شهرستان کالمار واقع شده‌است.